# قطرانى الوسطى (بوزي)
قطرانى الوسطى (بالفارسية: قطرانی وسطی) هي منطقة سكنية تقع في إيران في قسم بوزي الريفي.